# Forze armate italiane nella guerra di Spagna
Le Forze armate italiane nella guerra di Spagna furono impegnate a fianco dei nazionalisti del generale Francisco Franco, nel   conflitto spagnolo, dal 1936 al 1939.

## Aviazione
Dodici bombardieri trimotori Savoia-Marchetti S.M.81, con relativi equipaggi e specialisti, prima unità della futura Aviazione Legionaria, partirono dall'Aeroporto di Cagliari-Elmas già all'alba del 30 luglio 1936, 12 giorni dopo l'Alzamiento.
Ad agosto venne formata la famosa squadriglia di caccia "Cucaracha", inquadrati nell'Aviacion de el Tercio, che il 28 dicembre diventa l'Aviazione Legionaria, cui seguirono diversi reparti da bombardamento, dotati di trimotori Savoia-Marchetti S.M.81 "Pipistrello" e Savoia-Marchetti S.M.79 "Sparviero".
All'inizio del 1939, quasi al termine del conflitto, furono impiegati anche i nuovi caccia monoplani Fiat G.50. Alla fine del conflitto i mezzi aerei inviati furono 721. Di questi, alla fine della guerra ne rimasero 276, ceduti alla Aviazione nazionale spagnola.

Il sommergibile Archimede della Regia Marina, poi General Mola della Marina nazionalista

## Marina
La Regia Marina si impegnò, con la Missione navale italiana, nell'assicurare la protezione dei convogli e il blocco delle coste iberiche con circa 870 missioni di navi e sommergibili.
Furono inviati alcuni sommergibili già nel novembre 1936, che compirono diverse missioni, fino al settembre 1937. Tra questi il Naiade, il Torricelli (che danneggiò gravemente l'incrociatore repubblicano Miguel de Cervantes), il Topazio, l'Antonio Sciesa, il Balilla e l'Archimede.
Navi da trasporto portavano, armi, mezzi e uomini, scortate dal Luca Tarigo (cacciatorpediniere), Antonio da Noli (cacciatorpediniere), Giovanni delle Bande Nere (incrociatore) e Muzio Attendolo (incrociatore).
Nell'estate 1937 fu attuato anche un blocco navale davanti ai porti della Spagna repubblicana. 
Le proteste delle altre potenze indussero tuttavia a interrompere una vera e propria guerra navale non dichiarata e i sommergibili Torricelli e Archimede furono venduti con altre navi alla Marina nazionalista spagnola, e ridenominati General Sanjurjo e General Mola.

## Esercito

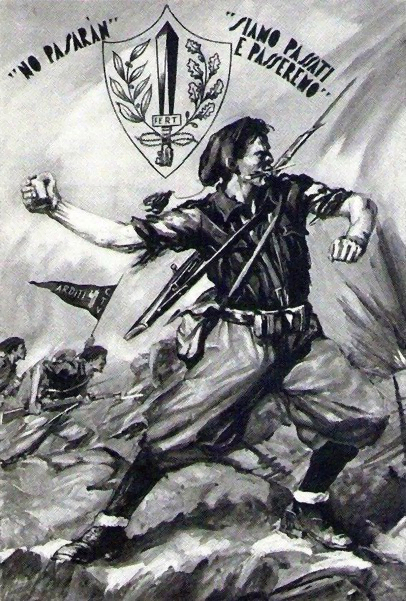
Camicie nere del CTV in un manifesto della MVSN

Il 15 dicembre 1936 fu operativa la "Missione Militare Italiana in Spagna" con il compito di inviare materiali, armi e istruttori, nonché di creare due Brigate Miste italo-spagnole.
Il 17 febbraio 1937 la "M.M.I.S." cambiò definizione in "C.T.V." ("Comando Truppe Volontarie") mentre la massa operativa costituì il Corpo Truppe Volontarie, composto in massima parte da volontari del Regio Esercito e della Milizia Volontaria Sicurezza Nazionale.
Si trattava di circa 20.000 militi della MVSN, inquadrati su tre divisioni ("Dio lo vuole!", "Fiamme Nere" e "Penne Nere", che nel 1937 saranno ridotte a due divisioni e successivamente ad una), e da una che inquadrava personale volontario del Regio Esercito, la 4ª Divisione fanteria "Littorio" comandata dal generale Annibale Bergonzoli. Complessivamente furono impegnate circa 70.000 unità.
Nell'ottobre 1938, dopo 18 mesi di ferma volontaria, le camicie nere furono rimpatriate e sostituite da tre divisioni miste italo-spagnole: "Frecce Nere", "Frecce Azzurre" e "Frecce verdi".

### Carabinieri
Già in dicembre 1936 giunse una compagnia dei Carabinieri Reali, con funzioni di polizia militare, seguita nel marzo 1937 da un battaglione di circa 500 militi dell'Arma, insieme al maggiore Ugo Luca per il servizio informazioni militare. Un mese dopo il colonnello dei carabinieri Giuseppe Pieche assunse la carica di Ispettore dei servizi di polizia del CTV.